# Mint (宇野實彩子的歌曲)
《mint》，宇野實彩子個人名義發佈的第3首單曲，於2019年5月15日發行。

## 收錄曲

### CD
1. mint
ASPLUSH 電視廣告歌曲
2. 春綻之時贈與你的話語
“JAL浪漫旅行2019”的形象歌曲
3. mint (Instrumental)
4. 春綻之時贈與你的話語 (Instrumental)

## 摘要
春綻之時贈與你的話語 先於2018年2月6日在音樂平台發行

### CD+DVD
DVD
1. mint (Music Clip)
2. mint (Making Movie)

### FC限定 実彩子盤
- CD+DVD+GOODS

GOODS
1. Photobook(24P)
2. 原創旅行袋
迷你鏡，牙刷和PVC袋